# Szuja (Karelia)
Szuja (ros. Шуя) – osiedle w Rosji, w Karelii, w rejonie prionieżskim. W 2010 liczyło 3139 mieszkańców.